# Ooievaarsbekgalmug
De ooievaarsbekgalmug (Dasineura geranii) is een muggensoort uit de familie van de galmuggen (Cecidomyiidae). De wetenschappelijke naam van de soort is voor het eerst geldig gepubliceerd in 1907 door Kieffer.